# خانه امام جمعه (اصفهان)
خانه امام جمعه اصفهان مربوط به دوره قاجار است و در اصفهان، کوچه مسجد جامع، میدان قیام، سبزه میدان واقع شده و این اثر در تاریخ ۱۸ آذر ۱۳۴۵ با شمارهٔ ثبت ۱۱۵۱ به‌عنوان یکی از آثار ملی ایران به ثبت رسیده‌است.

## تخریب بوسیله بیل مکانیکی
در روز ۲۵ آبان ۱۴۰۰ خبرگزاری ایرنا گزارش داد که «بیل مکانیکی به بهانه رفع خطر از یک دیوار، کلیت جبهه شمالی، بخشی از ایوان جنوبی و جبهه غربی آن را از دم تیغ گذرانده و با خاک‌برداری و گودبرداریِ کف حیاط و تخریب حوض آن، فاتحه خانه را خوانده‌است»